# Borstenbachtal
Das Borstenbachtal ist ein Naturschutzgebiet in der Stadt Bad Oeynhausen in Nordrhein-Westfalen (Deutschland). Es ist rund 28 ha groß und wird unter der Bezeichnung MI-056 geführt.
Das Gebiet am Borstenbach liegt östlich des Ortsteiles Lohe und westlich der Weser entlang der Autobahn 2. Es grenzt unmittelbar an das Naturschutzgebiet Borstenbach in Vlotho im Kreis Herford.
Das Borstenbachtal ist durch seine besondere Naturnähe ein einzigartiges Bachtal im Kreis Minden-Lübbecke. Die Unterschutzstellung soll zur Erhaltung und Wiederherstellung dieses vielfältig strukturierten Biotopkomplexes dienen. Das Biotop ist mit seinen Fließgewässern und Uferstauden, seinen Feuchtwiesen und Brachen und seinen Obstwiesen ein Refugium für seltene und bedrohte Tier- und Pflanzenarten. Besonders schützenswert sind auch der Bach-Erlen-Eschenwald und der Erlen-Weidenwald.